# Doug Bentley
Pour les articles homonymes, voir Bentley.
Temple de la renommée : 1964
Douglas Wagner Bentley (né le 3 septembre 1916 à Delisle, dans la Saskatchewan au Canada — mort le 24 novembre 1972 à Saskatoon, dans la Saskatchewan au Canada) est un joueur professionnel canadien de hockey sur glace qui évolue au poste d'ailier gauche. Il joue treize saisons en Ligue nationale de hockey pour les Black Hawks de Chicago et les Rangers de New York au cours d'une carrière amateur et professionnelle qui s'étale sur près de trente ans. Il est nommé à quatre reprises dans les équipes d'étoiles de la ligue et termine meilleur buteur et pointeur en 1943 et meilleur buteur la saison suivante.
Bentley est l'un de six frères joueurs de hockey et, à un moment, joue avec quatre d'entre eux pour les Miners de Drumheller de l'Alberta Senior Hockey League. En 1943, avec ses frères Max et Reg, il marque l'histoire de la LNH en formant la première ligne d'attaque de la ligue composée de trois frères. En raison de blessures, Doug Bentley quitte les Black Hawks en 1951, mais revient en LNH en 1953-1954 pour une saison avec les Rangers. Il est pendant plusieurs saisons entraîneur-joueur des Quakers de Saskatoon avec lesquels il remporte la Pacific Coast Hockey League en 1952. Il est intronisé au Temple de la renommée du hockey en 1964.

## Biographie

### Jeunesse et début de carrière
Doug Bentley est né le 3 septembre 1916 à Delisle, dans la province de la Saskatchewan au Canada. Il est le cinquième de six garçons et l'un d'une famille de treize enfants. Son père Bill est un natif du Yorkshire en Angleterre ayant émigré aux États-Unis lorsqu'il est enfant. Il devient un champion de patinage de vitesse dans le Dakota du Nord avant de s'établir à Delisle. Devenu maire, il aide à la construction de la patinoire couverte de la ville. Tous les enfants des Bentleys sont des athlètes, les frères jouant tous au hockey.
Bill Bentley est convaincu que chacun de ses fils a le niveau pour évoluer en Ligue nationale de hockey (souvent désigné par le sigle LNH). Cependant, les responsabilités dans la ferme familiale font que les quatre aînés disputent la majeure partie de leur carrière dans les ligues amateurs des Prairies canadiennes. Doug est un joueur de petite taille ne pesant que 66 kg au sommet de sa carrière, mais est un patineur exceptionnellement rapide et son père lui apprend a utilisé sa vitesse pour éviter les adversaires plus imposants physiquement. Il apprend le hockey avec ses frères qui le pratiquent dans les rues en l'été et sur la glace durant l'hiver. Le père de Bentley fait une piste de glace de la longueur réglementaire d'une patinoire de la LNH mais plus étroite, forçant les garçons à développer la capacité de contrôler le palet tout en faisant des virages rapides et difficiles pour atteindre la cage de but.
Doug Bentley joue pour plusieurs équipes de la Saskatchewan au début de sa carrière. Il évolue avec l'équipe de sa ville natale en 1932-1933, les Tigers, puis passe par Saskatoon, puis Regina avant de rejoindre en 1935 les Millers de Moose Jaw de la Southern Saskatchewan Senior Hockey League. Il termine meilleur pointeur de la ligue en 1936-1937 puis aide son équipe remporter le titre la saison suivante. En 1938, Doug et son frère Reg rejoignent les Miners de Drumheller de l'Alberta Senior Hockey League pour lesquels leurs frères Max, Roy et Wyatt jouent déjà. Lorsqu’ils ne jouent pas, la fratrie opère une station essence située dans la ville. Durant cette période, Doug fait un essai avec les Bruins de Boston de la LNH mais n'est pas retenu,.

### Les Black Hawks de Chicago
En octobre 1939, Doug Bentley signe avec les Black Hawks de Chicago de la LNH. Il dispute trente-neuf parties au cours de sa première saison, inscrivant douze buts et dix-neuf points. En 1940-1941, son frère Max rejoint à son tour les Black Hawks et la paire est placée sur la même ligne avec Harold « Mush » March. En 1942, Doug Bentley est nommé capitaine de l'équipe, une responsabilité qu'il garde pendant deux ans. Il termine meilleur pointeur de la ligue en 1943 avec soixante-treize points, égalant le record établi par Ralph « Cooney » Weiland en 1930, et devient le premier joueur des Black Hawks a réalisé cette performance. Également meilleur buteur, il est nommé dans la première équipe d'étoiles et finit second derrière Bill Cowley lors du vote pour le Trophée Hart remis au meilleur joueur de la saison.
En raison de la Seconde Guerre mondiale, tous les effectifs des équipes de la LNH sont décimés. Les Black Hawks cherchant de nouveaux joueurs, Max et Doug convainquent la franchise de recruter leur frère Reg. Le trio marquent l'histoire de la ligue le 1er janvier 1943, lorsqu'ils deviennent la première ligne composée de trois frères de la LNH. Deux jours plus tard, Max et Doug font les passes sur le premier et seul but de Reg, la seule fois dans l'histoire de la ligue que trois membre d'une même famille inscrivent tous les points sur un but. Alors que Max et Doug sont des joueurs établis, Reg ne joue que onze parties en LNH.
En 1943-1944, Bentley termine de nouveau meilleur buteur avec trente-huit réalisations et est nommé dans la première équipe d'étoiles de la ligue. Sa carrière connait un arrêt en 1944 lorsque, suivant une rencontre amicale avec Chicago au Canada précédent la saison 1944-1945, les officiels canadiens lui refusent de retourner aux États-Unis. Bentley passe l'année à Delisle où il s'occupe de la ferme familiale et devient entraîneur-joueur des Beavers de Laura de la Saskatchewan Intermediate Hockey Association avec lesquels il remporte le championnat intermédiaire de l'Ouest du Canada,.
Suivant la guerre, Doug Bentley retourne aux Black Hawks où il retrouve son frère Max. Les deux frères sont associés à Bill Mosienko sur une ligne surnommée la Pony Line en raison de la petite taille et de la rapidité des trois joueurs qui la composent. Celle-ci émerge comme l'une des lignes les plus offensives de la ligue. Max termine meilleur pointeur de la saison avec soixante-et-un points, tandis que Doug en inscrit quarante en trente-six parties disputées. Il s'améliore en 1946-1947 avec cinquante-cinq points et est nommé dans la première équipe d'étoiles pour la troisième fois de sa carrière. Le 13 octobre 1947, il prend part au premier Match des étoiles de la LNH avec l'équipe d'étoiles de la ligue et inscrit le but victorieux face aux Maple Leafs de Toronto.
Les Black Hawks, qui n'ont jamais aligné une équipe forte durant les années que Doug Bentley passe à Chicago, réalisent une importante transaction au début de la saison 1947-1948. Ils envoient Max Bentley et un prospect aux Maple Leafs en retour de cinq joueurs. L'arrangement choque Doug. Il pense alors à se retirer mais décide de donner Chicago une bonne saison de plus. Il en dispute finalement trois, inscrivant à chaque reprise plus de cinquante points. Deuxième meilleur pointeur de la ligue en 1949 derrière son coéquipier Roy Conacher, il est nommé dans la seconde équipe d'étoiles de la ligue. Il apparaît aux Matchs des étoiles de 1948, 1949, 1950 et 1951. En 1949, il redevient le temps d'une saison, le capitaine des Black Hawks. En 1950, le quotidien de Chicago Herald American désigne Doug Bentley comme le meilleur joueur de hockey de la ville de la première moitié du XXe siècle.

### Fin de carrière
La saison 1950-1951 de Doug Bentley est marquées par des blessures, dont un étirement des adducteurs, le limitant à jouer quarante-quatre parties,. Il ne dispute que huit rencontres lors de la saison suivante avant que les Black Hawks lui permettent de retourner en Saskatchewan. Il est prêté aux Quakers de Saskatoon de la Pacific Coast Hockey League où il prend rôle d'entraîneur-joueur. Bentley apparaît dans trente-cinq parties, puis inscrit douze points en treize matchs durant les séries éliminatoires, menant Saskatoon au titre de champion de la Coupe des présidents,.
Bentley reste en 1952-1953 avec Saskatoon, désormais membre de la Western Hockey League (souvent désigné par le sigle WHL), et participe à chacune des soixante-dix parties de l'équipe. Durant l'été qui suit, les Rangers de New York de la LNH rachètent les droits de Doug et Max Bentley,. Alors que Max joue pour New York dès le début de la saison, Doug ne rejoint les Blueshirts qu'en janvier après que la franchise ait menacé de retirer de l'effectif des Quakers tous les joueurs dont elle a les droits. Lors de son retour le 21 janvier, il inscrit un but et trois aides au cours d'un succès 8-3 sur les Bruins. Il dispute vingt parties avec les Rangers, ses dernières en LNH, avant de retourner entraîner Saskatoon lors des séries.
Au cours de la saison 1955-1956, Bentley surprend les Quakers en annonçant sa démission du poste d'entraîneur. Dans un premier temps, il accepte de rester avec l'équipe en tant que joueur. Cependant, lorsque les Quakers annonce pour remplaçant Jackie McLeod, un de ses anciens joueurs, il décide de quitter le club, ne voulant pas créer une situation embarrassante pour son successeur. Bentley reçoit alors plusieurs offres des autres équipe de la WHL, dont les Royals de New Westminster, et choisit finalement de finir la saison avec les Regals de Brandon.
Doug Bentley ne joue pas en 1956-1957, choisissant d'opérer avec son frère Max une nouvelle équipe de la Ligue de hockey junior de la Saskatchewan, les Junior Quakers de Saskatoon. Doug occupe dans un premier temps la position de directeur général de l'équipe, puis, après avoir joué pour les Regals de Saskatoon/Saint-Paul de la WHL en 1957-1958, en devient l'entraîneur durant les trois années qui suivent,. En 1961, il devient recruteur pour les Junior Quakers ainsi que pour les Blades de Los Angeles de la WHL. En cours de saison, il est nommé entraîneur-assistant des Blades et prend part à quelques rencontres pour pallier les blessures de l'équipe californienne,.
En 1962-1963, Bentley devient entraîneur-joueur des Gulls de Long Beach de la California Hockey League, tandis que son frère Max occupe une position similaire avec une autre de la ligue, les Stars de Burbank. Il retourne dans sa province natale en 1964 pour diriger les Quakers de Saskatoon de la Saskatchewan Senior Hockey League. De 1965 à 1967, il prend en charge les Knights de Knoxville de l'Eastern Hockey League puis les Nuggets d'Edmonton de la Western Canada Senior Hockey League pour la saison 1967-1968.
Doug Bentley est intronisé au Temple de la renommée du hockey en 1964, son frère Max l'y rejoignant deux ans plus tard. En 1967, les deux frères sont admis au temple de la renommée des sports de leur province natale, le Saskatchewan Sports Hall of Fame. En 1998, le magazine The Hockey News classe Doug soixante-treizième dans sa liste des cent meilleurs joueurs de l'histoire de la LNH[réf. nécessaire]. En 2012, Max et Doug font partie de la promotion inaugurale du Saskatchewan Hockey Hall of Fame.

### Vie privée
En plus du hockey, Doug Bentley et ses frères joue au baseball, représentant leur ville natale de Delisle lors de tournois et dans la Northern Saskatchewan Senior Baseball League,. Il joue également pour les Gems de Saskatoon de la Western Canada Baseball League dont il est également l'entraîneur,. Lorsqu'il ne pratique pas de sport, Doug Bentley passe l'essentiel de son temps dans la ferme familiale près de Delisle, où les Bentleys y élèvent du bétail et cultive du blé.
Doug Bentley et son épouse ont trois filles et un fils. Celui-ci, nommé Doug Jr., est également un joueur de hockey sur glace. Durant les dernières années de sa vie, Bentley lutte contre le cancer. Il subit une première opération en 1969 suivie d'une seconde un an plus tard. Il décède le 24 novembre 1972 à Saskatoon.

## Statistiques

### Joueur
| Saison     | Équipe                                 | Ligue       |     | Saison régulière | Saison régulière | Saison régulière | Saison régulière | Saison régulière |   | Séries éliminatoires | Séries éliminatoires | Séries éliminatoires | Séries éliminatoires | Séries éliminatoires |
| Saison     | Équipe                                 | Ligue       | PJ  | B                | A                | Pts              | Pun              | PJ               | B | A                    | Pts                  | Pun                  |                      |                      |
| 1932-1933  | Tigers de Delisle                      | SIHA        |     |                  |                  |                  |                  |                  |   |                      |                      |                      |                      |                      |
| 1932-1933  | Tigers de Delisle                      | Coupe Allan |     |                  |                  |                  |                  | 2                | 0 | 0                    | 0                    | 0                    |                      |                      |
| 1933-1934  | Wesleys de Saskatoon                   | N-SJHL      | 4   | 3                | 3                | 6                | 0                | 9                | 3 | 1                    | 4                    | 8                    |                      |                      |
| 1934-1935  | Victorias de Regina                    | S-SJHL      | 19  | 10               | 4                | 14               | 21               | 6                | 0 | 0                    | 0                    | 13                   |                      |                      |
| 1935-1936  | Millers de Moose Jaw                   | S-SSHL      | 20  | 3                | 3                | 6                | 30               |                  |   |                      |                      |                      |                      |                      |
| 1936-1937  | Millers de Moose Jaw                   | S-SSHL      | 24  | 18               | 19               | 37               | 49               | 3                | 3 | 0                    | 3                    | 4                    |                      |                      |
| 1937-1938  | Millers de Moose Jaw                   | S-SSHL      | 21  | 25               | 18               | 43               | 20               | 6                | 6 | 8                    | 14                   | 6                    |                      |                      |
| 1937-1938  | Millers de Moose Jaw                   | Coupe Allan |     |                  |                  |                  |                  | 4                | 3 | 2                    | 5                    | 8                    |                      |                      |
| 1938-1939  | Miners de Drumheller                   | ASHL        | 32  | 24               | 29               | 53               | 31               | 6                | 7 | 0                    | 7                    | 6                    |                      |                      |
| 1939-1940  | Black Hawks de Chicago                 | LNH         | 39  | 12               | 7                | 19               | 12               | 2                | 0 | 0                    | 0                    | 0                    |                      |                      |
| 1940-1941  | Black Hawks de Chicago                 | LNH         | 47  | 8                | 20               | 28               | 12               | 5                | 1 | 1                    | 2                    | 4                    |                      |                      |
| 1941-1942  | Black Hawks de Chicago                 | LNH         | 38  | 12               | 14               | 26               | 11               | 3                | 0 | 1                    | 1                    | 4                    |                      |                      |
| 1942-1943  | Black Hawks de Chicago                 | LNH         | 50  | 33               | 40               | 73               | 18               |                  |   |                      |                      |                      |                      |                      |
| 1942-1943  | Skyhawks de San Diego                  | Amical      |     |                  |                  |                  |                  |                  |   |                      |                      |                      |                      |                      |
| 1943-1944  | Black Hawks de Chicago                 | LNH         | 50  | 38               | 39               | 77               | 22               | 9                | 8 | 4                    | 12                   | 4                    |                      |                      |
| 1944-1945  | Beavers de Laura                       | SIHA        |     |                  |                  |                  |                  |                  |   |                      |                      |                      |                      |                      |
| 1945-1946  | Black Hawks de Chicago                 | LNH         | 36  | 19               | 21               | 40               | 16               | 4                | 0 | 2                    | 2                    | 0                    |                      |                      |
| 1946-1947  | Black Hawks de Chicago                 | LNH         | 52  | 21               | 34               | 55               | 18               |                  |   |                      |                      |                      |                      |                      |
| 1947-1948  | Black Hawks de Chicago                 | LNH         | 60  | 20               | 37               | 57               | 16               |                  |   |                      |                      |                      |                      |                      |
| 1948-1949  | Black Hawks de Chicago                 | LNH         | 58  | 23               | 43               | 66               | 38               |                  |   |                      |                      |                      |                      |                      |
| 1949-1950  | Black Hawks de Chicago                 | LNH         | 64  | 20               | 33               | 53               | 28               |                  |   |                      |                      |                      |                      |                      |
| 1950-1951  | Black Hawks de Chicago                 | LNH         | 44  | 9                | 23               | 32               | 20               |                  |   |                      |                      |                      |                      |                      |
| 1951-1952  | Blackhawks de Chicago                  | LNH         | 8   | 2                | 3                | 5                | 4                |                  |   |                      |                      |                      |                      |                      |
| 1951-1952  | Quakers de Saskatoon                   | PCHL        | 35  | 11               | 14               | 25               | 12               | 13               | 6 | 6                    | 12                   | 4                    |                      |                      |
| 1952-1953  | Quakers de Saskatoon                   | WHL         | 70  | 22               | 23               | 45               | 37               | 13               | 6 | 3                    | 9                    | 14                   |                      |                      |
| 1953-1954  | Rangers de New York                    | LNH         | 20  | 2                | 10               | 12               | 2                |                  |   |                      |                      |                      |                      |                      |
| 1953-1954  | Quakers de Saskatoon                   | WHL         | 42  | 8                | 13               | 21               | 18               |                  |   |                      |                      |                      |                      |                      |
| 1954-1955  | Quakers de Saskatoon                   | WHL         | 61  | 14               | 23               | 37               | 52               |                  |   |                      |                      |                      |                      |                      |
| 1955-1956  | Quakers de Saskatoon Regals de Brandon | WHL         | 60  | 7                | 26               | 33               | 21               |                  |   |                      |                      |                      |                      |                      |
| 1957-1958  | Regals de Saskatoon/St. Paul           | WHL         | 19  | 11               | 16               | 27               | 0                |                  |   |                      |                      |                      |                      |                      |
| 1961-1962  | Blades de Los Angeles                  | WHL         | 8   | 0                | 2                | 2                | 2                |                  |   |                      |                      |                      |                      |                      |
| 1962-1963  | Gulls de Long Beach                    | CalHL       |     |                  |                  |                  |                  |                  |   |                      |                      |                      |                      |                      |
| Totaux LNH | Totaux LNH                             | Totaux LNH  | 566 | 219              | 324              | 543              | 217              | 23               | 9 | 8                    | 17                   | 12                   |                      |                      |

### Entraîneur
| Saison    | Équipe                      | Ligue |    | PJ | V  | D  | N    | % V                                 |  | Séries éliminatoires |
| 1951-1952 | Quakers de Saskatoon        | PCHL  |    |    |    |    |      | Champion de la Coupe des présidents |  |                      |
| 1952-1953 | Quakers de Saskatoon        | WHL   | 70 | 35 | 26 | 9  | 56,4 |                                     |  |                      |
| 1953-1954 | Quakers de Saskatoon        | WHL   |    |    |    |    |      |                                     |  |                      |
| 1954-1955 | Quakers de Saskatoon        | WHL   | 71 | 19 | 41 | 11 | 34,5 | Non qualifié                        |  |                      |
| 1955-1956 | Quakers de Saskatoon        | WHL   |    |    |    |    |      |                                     |  |                      |
| 1958-1959 | Junior Quakers de Saskatoon | SJHL  | 48 | 20 | 26 | 2  | 43,8 |                                     |  |                      |
| 1959-1960 | Junior Quakers de Saskatoon | SJHL  | 59 | 32 | 23 | 4  | 57,6 | Éliminé en première ronde           |  |                      |
| 1960-1961 | Junior Quakers de Saskatoon | SJHL  | 60 | 23 | 32 | 5  | 42,5 |                                     |  |                      |
| 1962-1963 | Gulls de Long Beach         | CalHL |    |    |    |    |      |                                     |  |                      |
| 1965-1966 | Knights de Knoxville        | EHL   | 72 | 34 | 36 | 2  | 48,6 | Éliminé en première ronde           |  |                      |
| 1966-1967 | Knights de Knoxville        | EHL   | 72 | 27 | 42 | 3  | 39,6 | Éliminé en première ronde           |  |                      |
| 1967-1968 | Nuggets d'Edmonton          | WCSHL |    |    |    |    |      |                                     |  |                      |

## Honneurs et récompenses
- 1936-1937 : meilleur pointeur de la S-SSHL
- 1937-1938 : champion de la S-SSHL avec les Millers de Moose Jaw
- 1942-1943 :
  - capitaine des Black Hawks de Chicago
  - meilleur buteur et pointeur de la LNH
  - nommé dans la première équipe d'étoiles de la LNH
- 1943-1944 :
  - capitaine des Black Hawks de Chicago
  - meilleur buteur de la LNH
  - nommé dans la première équipe d'étoiles de la LNH
- 1944-1945 : champion du Edmonton Journal Trophy avec les Beavers de Laura
- 1946-1947 : nommé dans la première équipe d'étoiles de la LNH
- 1947-1948 : retenu pour le 1er Match des étoiles de la LNH
- 1948-1949
  - retenu pour le 2e Match des étoiles de la LNH
  - nommé dans la première équipe d'étoiles de la LNH
- 1949-1950 :
  - retenu pour le 3e Match des étoiles de la LNH
  - capitaine des Black Hawks de Chicago
  - nommé meilleur joueur de hockey de Chicago de la première moitié du XXe siècle par le Herald American
- 1950-1951 : retenu pour le 4e Match des étoiles de la LNH
- 1951-1952 :
  - retenu pour le 5e Match des étoiles de la LNH
  - champion de la Coupe des présidents avec les Quakers de Saskatoon
- 1964 : admis au Temple de la renommée du hockey
- 1967 : admis au Saskatchewan Sports Hall of Fame
- 1998 : nommé le 73e meilleur joueur de l'histoire de la LNH par The Hockey News
- 2012 : admis au Saskatchewan Hockey Hall of Fame